# Министерство иностранных дел Демократической Кампучии
Министерство иностранных дел Демократической Кампучии, закодированное обозначение B-1 — внешнеполитическое ведомство Камбоджи (Демократической Кампучии) в период правления Красных Кхмеров с 1975 по 1979 год.

## Быт
Штаб-квартира В-1 располагалась в здании бывшей Школы изящных искусств в Пномпене (ныне — Королевский университет изобразительных искусств Пномпеня), а также прилегавших к ней сооружениях.
В годы правления Красных Кхмеров каждое министерство или ведомство имело свое подсобное хозяйство, обеспечивавшее его служащих пропитанием. Наиболее многочисленный обслуживающий персонал работал на кухне и в огороде, а также занимался разведением кур и выращиванием черепах в искусственных прудах, вырытых вокруг здания. При этом все сотрудники B-1 (независимо от занимаемой должности) занимались физическим трудом. Еще одна рабочая группа ремонтировала и обслуживала здания зарубежных дипломатических миссий в Пномпене.
К 1976 году численность сотрудников ведомства достигла полутора сотен человек. Все сотрудники МИДа питались в общей столовой. В-1 пользовался привилегией получать хлеб из специальной пекарни, выпекавшей хлебобулочные изделия для членов дипломатического корпуса в Пномпене. Супруги, работавшие вместе в МИДе, жили порознь. Это требование распространялось на всех без исключения, включая и министра иностранных дел Иенг Сари, который жил отдельно от своей жены Иенг Тирит.
Дети мидовских работников жили и воспитывались в детском садике при министерстве. При МИДе открыли школу для детей девяти-тринадцати лет из сельской местности, которых учили грамоте и иностранным языкам. Эта школа должна была подготовить новых дипломатов с «незамутненным буржуазными пережитками» сознанием.

## История
В 1976 году B-1 организовал выпуск информационных бюллетеней для зарубежных дипломатов, работавших в Пномпене. По большей части это были переведенные на французский и английский языки стенограммы передач, выходивших в эфир «Радио Пномпеня». Бюллетени для иностранных государств составлялись еженедельно и отправлялись в посольство Кампучии в Пекине.
С 1977 года служба безопасности полпотовского режима начала регулярно выявлять работавших в B-1 агентов КГБ, ЦРУ, французской и вьетнамской разведок. Для ареста подозреваемого было достаточно всего трех доносов. Когда маховик репрессий достиг апогея, а контрразведка переросла в паранойю, этот показатель был увеличен до пяти доносов. В конце января 1978 года Иенг Сари объявил о том, что все агентурные сети в B-1 разоблачены и ликвидированы.
На фоне этих заявлений к началу 1979 года в ведомстве воцарилась эйфория — сотрудникам разрешили носить разноцветную одежду и многих обещали командировать на дипломатическую службу в новые посольства Кампучии.

## Главы ведомства
- Сарин Чак (17 апреля 1975 — 4 июня 1976)
- Иенг Сари (4 июня 1976 — 7 января 1979)